# Culicoides moreli
Culicoides moreli är en tvåvingeart som beskrevs av Jean Clastrier 1959.
Culicoides moreli ingår i släktet Culicoides och familjen svidknott. Inga underarter finns listade i Catalogue of Life.